# 赤松氏
赤松氏是日本的一個氏族。自鐮倉時代末期直到安土桃山時代，一直是支配播磨國的武家。
在戰國時代，赤松氏是播磨的守護大名。
在應仁之亂中，赤松政範是細川氏方面的一位將領。
明治時代以後，華族令頒佈，赤松氏的家督於1887年被封為男爵。
新免氏為赤松氏的一個分支。

## 歷代當主
1. 赤松家範
2. 赤松久範
3. 赤松茂則
4. 赤松則村
5. 赤松範資
6. 赤松則祐
7. 赤松義則
8. 赤松滿祐
9. 赤松政則
10. 赤松義村
11. 赤松晴政
12. 赤松義祐
13. 赤松則房
14. 赤松則英？